# Robert Défossé
Robert Défossé (Liévin, 19 giugno 1909 – Lilla, 30 agosto 1973) è stato un calciatore francese, di ruolo portiere.

## Carriera
Nel 1933 vinse con il Lille il campionato francese.